# Cerithiella laevis
Cerithiella lineata là một loài ốc biển rất nhỏ, là động vật thân mềm chân bụng sống ở biển trong họ Cerithiopsidae. Nó được Egorova mô tả năm 1982.